# Monte Cassino (Antarktika)
Der Monte Cassino ist ein 2270 m hoher Berg im Norden des ostantarktischen Viktorialands. Er ragt in den Freyberg Mountains an der Südostseite des Moawhango-Firnfelds auf.
Benannt wurde der Berg von der Nordgruppe der von 1963 bis 1964 dauernden Kampagne im Rahmen der New Zealand Geological Survey Antarctic Expedition. Namensgeber ist die Schlacht um Monte Cassino, an der der britische General Bernard Freyberg, 1. Baron Freyberg, Namensgeber der Freyberg Mountains, und die Second New Zealand Expeditionary Force beteiligt waren.